# 3つの断章 (桑原洋明)
吹奏楽のための3つの断章（Three Fragments for Band）は、桑原洋明が作曲した吹奏楽曲。1970年のJBA作曲賞受賞曲。

## 概要
1969年に作曲された。作曲の経緯などは明らかでない。演奏時間は約8分30秒。
楽譜は1970年にカワイ出版から出版されたが、後に絶版。1991年にスケルツァンド音楽出版（Scherzando Music Publishers）から新たに出版され、このとき出版社によりファンファーレ・バンド版も作られた。

## 編成
| 木管 | 木管                 | 金管 | 金管 | 弦・打 | 弦・打                                             |
| ---- | -------------------- | ---- | ---- | ------ | -------------------------------------------------- |
| Fl.  | 2, Picc.             | Tp.  | 3    | Cb.    | ●                                                  |
| Ob.  | 1                    | Hr.  | 4    | Timp.  | ●                                                  |
| Fg.  | 1                    | Tbn. | 3    | 他     | S.D., B.D., Cym. (crash/susp.), Glock., Tri., W.B. |
| Cl.  | 3, E♭, Alto, Bass    | Bar. | ●    | 他     | S.D., B.D., Cym. (crash/susp.), Glock., Tri., W.B. |
| Sax. | Alt. 2 Ten. 1 Bar. 1 | Tub. | ●    | 他     | S.D., B.D., Cym. (crash/susp.), Glock., Tri., W.B. |

## 構成
タイトルどおり短い休符で分けられた3つの部分からなる。作曲者によると、その短い休符により緊張感の高い状態を保つことが求められている。楽譜にはダイナミクスが細かく指示されており、ト短調を基本にしながらもさまざまな和声が組み合わされ、4/4（2/2）拍子に3拍子のリズムやフレージングが用いられるなど、スリリングな響きが作り出される。
1. Allegro assai (四分音符 = ca.144)
ティンパニのリズムに乗ってクラリネット群が奏する7小節の旋律が繰り返されながら展開する。
2. Larghetto (四分音符 = ±60) 
メランコリックな旋律がアルトサクソフォーンの独奏で、続いてオーボエの独奏で歌われた後、木管に引き継がれ、クライマックスを迎える。
3. Presto possibile, con fuoco (二分音符 = ±120)
第2部の速度から急速にアッチェレランドしてプレストに突入する。変化に富んだ第3部の最後ではペザンテになり、重々しい響きで幕を閉じる。